# ソル・ナシェンテ
『ソル・ナシェンテ』（ポルトガル語: Sol Nascente）は、ブラジルのテレノベラ。ヘジ・グローボで2016年8月29日から2017年3月21日まで放送された。 主演はジョヴァンナ・アントネッリ、ブルーノ・ガリアッソ、ラファエル・カルドーソ、ラウラ・カルドーソ、ルイス・メロ、フランシスコ・クオコ、アラシー・バラバニアンとマルチェロ・ノバエス。

## 登場人物

### 主要キャラクター
アリス・タナカ
演 - ジョヴァンナ・アントネッリ
マリオ・デ・アンジェリ
演 -ブルーノ・ガリアッソ
ウラジミール・セザール・コレア・テイシェイラ・フィーリョ
演 -ラファエル・カルドーソ
マリア・アパレシーダ・コレア・テイシェイラ (ドナ・シンハ)
演 -ラウラ・カルドーソ
カズオ・タナカ
演 -ルイス・メロ
ガエターノ・デ・アンジェリ
演 -フランシスコ・クオコ
ジュゼッピーナ・デ・アンジェリ (ゲッピーナ) / フィロメナ・ジュンケッティ
演 -アラシー・バラバニアン
フェリペ・ロブレド
演 -マルチェロ・ノバエス